# Осанс
Осанс (фр. Auxance) је река у Француској. Дуга је 62 km. Улива се у Клен. 